# 豆庄站
豆庄站是位于中华人民共和国河北省邯郸市涉县木井乡西豆庄村的一个铁路车站，邮政编码56403。车站建于1971年，有邯长铁路经过该站，现办理客货运业务，车站及其上下行区间均已电气化。车站距离邯郸站84公里，隶属中国铁路北京局集团，是四等站。
1. ↑  . 河北新闻网. 2019-12-16  [2021-01-08]. （原始内容存档于2021-01-10）. 该段管辖京广线窦妪站至小康庄站、邯长线林村站至北舍站、马磁线七公里站至磁山站及沙午线各站